# Agrochola polluta
Agrochola polluta är en fjärilsart som beskrevs av Eugen Johann Christoph Esper 1788. Agrochola polluta ingår i släktet Agrochola och familjen nattflyn. Inga underarter finns listade i Catalogue of Life.